# Pathé Records (Chine)

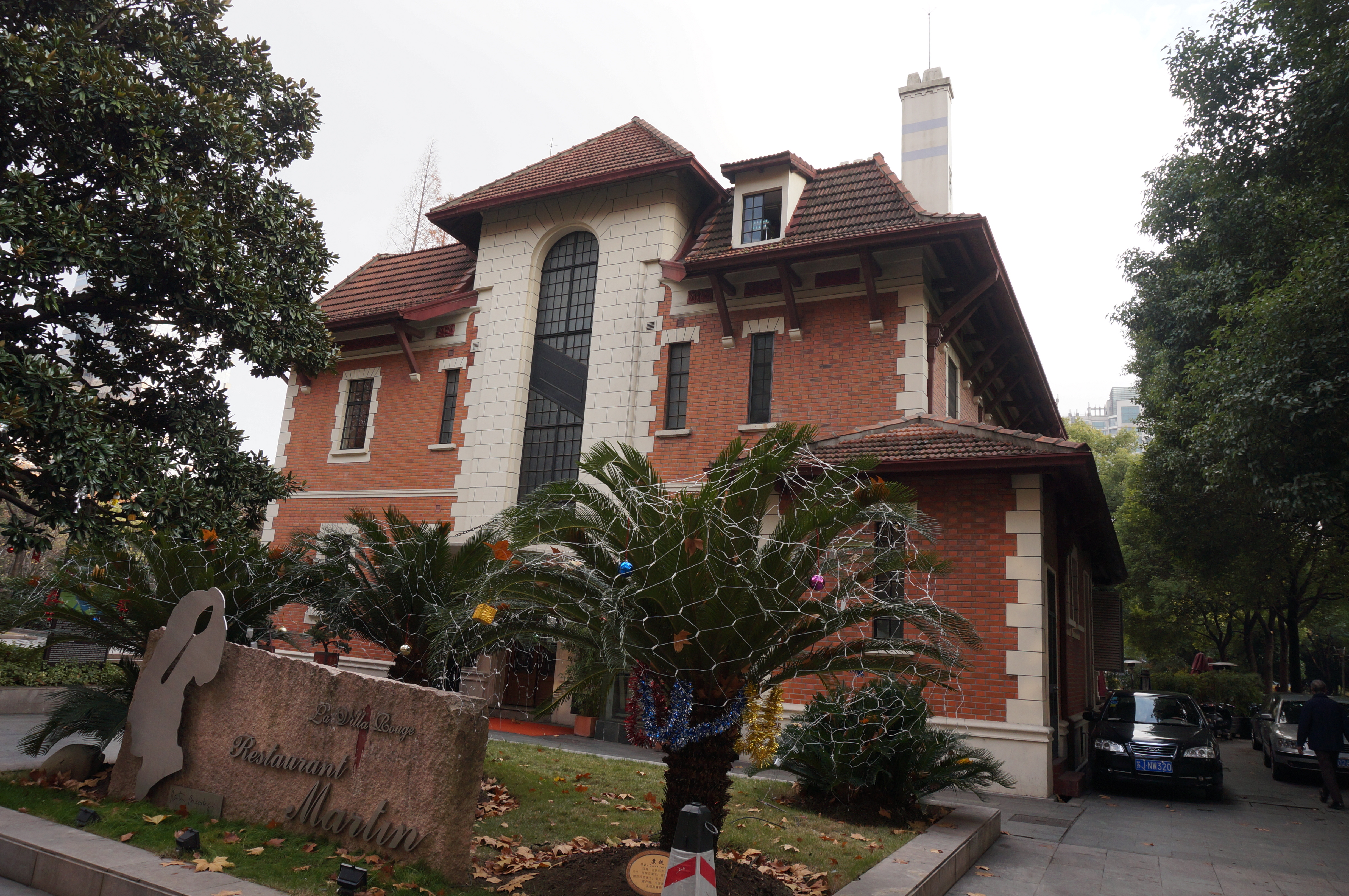
Ancien siège social de Pathé Records à Xujiahui, Shanghai

Pathé Records (en  chinois : 百 代 唱片) a été la première grande maison de disques à Shanghai, en République de Chine, et a ensuite déménagé à Hong Kong à la suite d'accusations du parti communiste en 1952. La société était une filiale de Pathé Records, basée en France, puis du groupe EMI Group, qui a été démantelé en 2012.

## Histoire

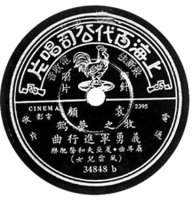
La Marche des Volontaires, désormais l'hymne national de la Chine, a été publié par Pathé Shanghai en 1935.

Vers le début du 20e siècle, un jeune Français du nom de Labansat installa un stand en plein air sur la route reliant le Tibet à Shanghai et joua des disques de gramophone à des citoyens chinois curieux. Le phonographe fut acheté à Moutrie et Compagnie, et Labansat facturait 10 cents à quiconque pour écouter un disque de nouveauté appelé "Le Rire des Etrangers" (洋人 大笑). Toute personne capable de résister aux rires pouvait récupérer son argent. Les phonographes devenaient populaires dans la ville en 1906. En 1908, il reçut l'aide d'un ingénieur français et d'un assistant de Ningbo et fonda "Pathé Orient" (東方 百 代), également connu sous le nom de "Pathé Asia", bien que d'autres sources pointent le changement de nom en 1921.
La société enregistrait initialement l'opéra de Pékin. Les chansons populaires en mandarin devirent des succès, et elles furent vendues dans des magasins comme Wing On à Shanghai.
En 1930, l'usine de Pathé a été reprise par Columbia Records à Shanghai et a été utilisée pour presser Odeon et Beka avec la partie de fabrication appelée "China Record Co. Ltd", et le distributeur a continué sous le nom de Pathé Orient . Au cours de la même décennie, Pathé passe sous l'égide de l' EMI Group britannique, qui cherchait à l'origine à faire des bénéfices sur le Bund en vendant des disques de gramophone. Ren Guang est devenu le nouveau directeur de Pathé-EMI et a commencé à s'impliquer dans la musique de gauche consacrée à la cause prolétarienne. En 1937, Ren a été renvoyé de l'entreprise lorsque la musique de gauche a été arrêtée par les responsables militaires japonais. Toutes les plantes japonaises ont également été ramenées à la Nipponophone Company (日本 蓄 音 器 株式会社).
De la fin des années 30 jusqu'aux années 40, la société détenait 90% des droits des chansons mandopop.
En 1949, la République populaire de Chine fut établie par le parti communiste. En 1952, les communistes accusèrent l'usine Pathé de Shanghai de promouvoir la pornographie, et sous la direction du président Mao Zedong en Chine, la musique populaire produite et jouée jusqu'en 1952 fut dénoncée comme de la musique jaune, la couleur jaune devint associée à la pornographie et la pornographie fut rendue illégale. À la suite de l'accusation, Pathé a été immédiatement contraint d'arrêter ses activités d'enregistrement, de fermer son usine et de cesser ses activités.
Pathé a ensuite déménagé son siège social de Shanghai à Hong Kong et a commencé à couper des disques à Hong Kong, restaurant ainsi la gloire de la musique pop de Shanghaï dans la colonie britannique. Pathé Hong Kong a du faire face à une concurrence féroce dans les années 1960 avec la montée en puissance de Diamond Records et a finalement cessé la production pop de Shanghaï et a coupé Cantopop  à la place, qui a gagné en popularité au début des années 1970.
Pathé Hong Kong a ensuite changé son nom anglais en EMI Hong Kong mais a conservé son nom chinois d'origine. En 2012, l'ensemble de l'entreprise EMI Group a été démantelé et vendu à diverses sociétés. Pathé Hong Kong a été dès lors absorbé par Universal Music Hong Kong.